# Vincent Enyeama
Vincent Enyeama (Kaduna, Nigeria, 29 de agosto de 1982) es un exfutbolista nigeriano internacional con su selección en la posición de portero. Fue un portero que marcaba goles ya que en el Hapoel Tel Aviv acostumbraba a tirar los penales.
Tras rescindir su contrato con el Lille O. S. C. en agosto de 2018, y después de un periodo de prueba sin éxito con el Dijon F. C. O., en noviembre de 2019 anunció su retirada al finalizar la temporada 2019-20.

## Selección nacional
Enyeama fue convocado para disputar la Copa Mundial de Fútbol de 2002 como suplente de Ike Shorunmu pero de todas formas jugó el último partido ante Inglaterra. Desde ese momento se aferró a la titularidad y llegó a disputar las Copa Africana de Naciones de 2004, 2006, 2008 y 2010.
El 1 de junio de 2010 fue convocado para disputar el Mundial de Sudáfrica. El 12 de junio, en el enfrentamiento Argentina-Nigeria fue elegido por la FIFA como el mejor jugador del partido a pesar de la derrota de su equipo, siendo elogiado por sus rivales, como por ejemplo, Lionel Messi. El día 17 de junio volvió a ser elegido por la FIFA como el mejor jugador de la cancha, a pesar de haber perdido frente a Grecia 2-1.
El 6 de mayo de 2014 fue incluido por el entrenador de la selección nigeriana Stephen Keshi en la lista provisional de 30 jugadores que iniciarán los entrenamientos con miras a la Copa Mundial de Fútbol de 2014. El 2 de junio se confirmó su inclusión en la nómina definitiva de 23 jugadores.

### Participaciones en Copas del Mundo
| Mundial                        | Sede                  | Resultado        | Partidos | G. R. |
| ------------------------------ | --------------------- | ---------------- | -------- | ----- |
| Copa Mundial de Fútbol de 2002 | Corea del Sur y Japón | Primera fase     | 1        | 0     |
| Copa Mundial de Fútbol de 2010 | Sudáfrica             | Primera fase     | 3        | 5     |
| Copa Mundial de Fútbol de 2014 | Brasil                | Octavos de final | 4        | 5     |

## Clubes
| Club                        | País    | Año       |
| --------------------------- | ------- | --------- |
| Ibom Stars                  | Nigeria | 1999-2000 |
| Enyimba                     | Nigeria | 2001-2004 |
| Iwuanyanwu Nationale        | Nigeria | 2005      |
| Bnei Yehuda Tel Aviv        | Israel  | 2005-2007 |
| Hapoel Tel Aviv             | Israel  | 2007-2011 |
| Lille O. S. C.              | Francia | 2011-2012 |
| Maccabi Tel Aviv (préstamo) | Israel  | 2012-2013 |
| Lille O. S. C.              | Francia | 2013-2018 |

## Palmarés

### Campeonatos nacionales
| Título                 | Club             | País   | Año  |
| ---------------------- | ---------------- | ------ | ---- |
| Liga Premier de Israel | Maccabi Tel Aviv | Israel | 2013 |

### Torneos internacionales
| Título                    | Club (*) | País      | Año  |
| ------------------------- | -------- | --------- | ---- |
| Copa Africana de Naciones | Nigeria  | Sudáfrica | 2013 |